# پسر جهان را می‌کشد
پسر جهان را می‌کشد (انگلیسی: Boy Kills World؛ همچنین بوی جهان را می‌کشد) یک فیلم دلهره‌آور-کمدی اکشن آمریکایی محصول سال ۲۰۲۳ به کارگردانی موریتز مور در اولین کارگردانی‌اش و فیلمنامه‌ای از آرند رمرز و تایلر برتون اسمیت و داستانی از مور و رمرز است. این فیلم توسط سم ریمی و روی لی تهیه شده است و بازیگرانی چون بیل اسکاشگورد، جسیکا راث، یایان روهیان، عیسی مصطفی و اندرو کوجی به ایفای نقش پرداخته‌اند. خلاصهٔ داستان آن دربارهٔ یک پسر ناشنوا (اسکاشگورد) است که پس از قتل خانواده‌اش، توسط یک مربی مرموز (روهیان) در جنگل آموزش می‌بیند. فیلمبرداری در آفریقای جنوبی انجام شد.
پسر جهان را می‌کشد برای نخستین بار در جشنواره بین‌المللی فیلم تورنتو ۲۰۲۳ به نمایش درآمد و توسط لاینزگیت و رودساید اترکشنز در ۲۶ آوریل ۲۰۲۴ در ایالات متحده اکران شد. 

## فرضیه
هنگامی که خانواده او به قتل می‌رسد، یک پسر ناشنوا به نام بوی (Boy) به جنگل می‌گریزد و در آنجا توسط یک مربی مرموز آموزش می‌بیند.

## بازیگران
- بیل اسکاشگورد در نقش پسر یا بوی (Boy)
  - کامرون و نیکلاس کروتی در نقش نسخه‌های جوان‌تر بوی
- جسیکا راث در نقش ژوئن ۲۷
- یایان روهیان به عنوان مربی بوی
- عیسی مصطفی در نقش بنی
- اندرو کوجی در نقش باشو
- فامکه یانسن در نقش هیلدا ون در کوی
- برت گلمن در نقش گیدئون ون در کوی
- شارلتو کوپلی در نقش گلن ون در کوی
- کوین کوپلند در نقش مینا
- میشل داکری در نقش ملانی ون در کوی

## تولید
پسر جهان را می‌کشد یک فیلم اکشن به نویسندگی آرند رمرز و تایلر برتون اسمیت است. این فیلم توسط موریتز مور، فیلمساز آلمانی، در اولین کارگردانی بلندش کارگردانی شده است. مور یک فیلم کوتاه به همین نام ساخت و بعداً کار مقدماتی داستان بلند را با رمرز انجام داد. این محصول توسط سم ریمی و روی لی ساخته شده است. این فیلم در ۷ اکتبر ۲۰۲۱ معرفی شد و بیل اسکاشگورد، سامارا ویوینگ و یایان روهیان به بازیگران پیوستند. در بیانیه‌ای، سایمون سوارت، مدیرعامل انتیبا پیکچرز گفت که این فیلم «موضوعات دنیای واقعی را با ظاهری تازه و اقتباس‌شده از از بهترین رمان‌های گرافیکی» ترکیب می‌کند. در ۲۸ اکتبر ۲۰۲۱، عیسی مصطفی به جمع بازیگران پیوست. در ژانویه ۲۰۲۲، اندرو کوجی به بازیگران اضافه شد، و جسیکا راث جایگزین سامارا ویوینگ شد که به دلیل درگیری‌های برنامه‌ریزی از پروژه انصراف داد. فیلمبرداری در کیپ‌تاون، آفریقای جنوبی، در ۱۴ فوریه ۲۰۲۲ آغاز شد در مارس ۲۰۲۲، فامکه یانسن، برت گلمن، شارلتو کوپلی، کوین کوپلند، دوقلوهای کامرون و نیکلاس کروتی، و میشل داکری به عنوان بازیگر تأیید شدند.

## انتشار
پسر جهان را می‌کشد برای نخستین بار در جشنواره بین‌المللی فیلم تورنتو در ۹ سپتامبر ۲۰۲۳ به نمایش درآمد. این فیلم توسط لاینزگیت و رودساید اترکشنز در ۲۶ آوریل ۲۰۲۴ در ایالات متحده اکران شد.

## بازخورد

### فروش در گیشه
در ایالات متحده و کانادا، پسر جهان را می‌کشد همراه با فیلم‌های؛ قهرمان ناخوانده و چلنجرز اکران شد و پیش‌بینی شده بود در آخر هفته افتتاحیه خود ۲ تا ۳ میلیون دلار بفروشد. این فیلم در روز اول اکران ۸۱۹٫۰۰۰ دلار به دست آورد که شامل ۵۰۰٫۰۰۰ دلار از نمایش پیش نمایش بود. فیلم در ادامه به فروش ۱٫۶ میلیون دلاری رسید.

### نظر منتقدان
در وبگاه جمع‌آوری نقد راتن تومیتوز، ٪۵۸ از ۱۴۵ بررسی منتقدان مثبت است و میانگینِ امتیاز آن ۵٫۵/۱۰ است. اجماع این وبگاه چنین می‌نویسد: «با نقش‌آفرینی همه‌جانبهٔ بیل اسکاشگورد، پسر جهان را می‌کشد به اندازه کافی هیجانِ اکشن برای جبران شخصیت‌های نازک-نوشته‌شده و داستان قابل پیش‌بینی خود ارائه می‌دهد.» این فیلم در متاکریتیک که از میانگین وزنی استفاده می‌کند، بر اساس نظر ۲۴ منتقدین امتیاز ۴۷ از ۱۰۰ را کسب کرده که نشان‌گر «نقدهای مختلط یا متوسط» است. تماشاگران شرکت‌کننده در نظرسنجی سینماسکور به فیلم نمره متوسط «B–» را در مقیاس A+ تا F دادند، در حالی که افراد شرکت‌کننده در نظرسنجی پست ترک به آن نمره کلی ۷۱ درصد مثبت دادند و ۵۰ درصد گفتند که قطعاً آن را توصیه می‌کنند.